# Колчигин, Сергей Юрьевич
Сергей Юрьевич Колчигин (20 ноября 1954, Алма-Ата) — советский и казахстанский философ и литератор, доктор философских наук, профессор. В область научных интересов С. Ю. Колчигина входят проблемы онтологии, философской антропологии, философии религии, в том числе такие темы, как духовность, формирование единого миропонимания, трансформации человека в современную эпоху и его внутренняя эволюция. Литературная деятельность Колчигина представлена лирической поэзией, художественно-философской прозой, эссеистикой, песенным творчеством.

## Биография
Сергей Колчигин родился 20 ноября 1954 года в Алма-Ате, тогдашней столице Казахской ССР. Окончив в 1972 году алма-атинскую среднюю школу № 40, Сергей Колчигин поступил на филологический факультет Казахского государственного университета им. С. М. Кирова, где учился два года. В 1974 году перевелся на философско-экономический факультет того же университета.
В 1978 году поступил в аспирантуру Института философии и права Академии наук КазССР, которую окончил в 1981 году.
В 1982 году защитил кандидатскую диссертацию «Гносеологическая роль категории существования», а в 1993 — докторскую диссертацию на тему: «Философские основания целостного мировоззрения».
Научная биография Сергея Колчигина тесно связана с Институтом философии, политологии и религиоведения, в котором он прошел путь от аспиранта до главного научного сотрудника.

## Научная и общественная деятельность
В конце 1990-х — начале 2000-х гг. Колчигин заведовал отделом онтологии и теории познания в Институте философии и политологии Министерства образования и науки Республики Казахстан. Был членом Экспертного совета ВАК РК.
В 1999—2013 — главный редактор философского и общественно-гуманитарного журнала «Адам әлемi-Мир человека».
Лауреат премии им. Ч. Валиханова (2007), полученной за монографию «Онтология Духа» (написанную в соавторстве с А. Капышевым).
Вице-президент казахстанского общественного объединения «Философский конгресс».
В 2018—2023 гг. — член редколлегии казахстанского общественно-политического журнала «Мысль» (ISSN 1026—938).
Член-корреспондент Петровской академии наук и искусств (Россия, Санкт-Петербург).
Член Президиума Российского философского общества.
Член редколлегии журнала "Вестник ТвГТУ. Серия «Науки об обществе и гуманитарные науки» (Россия, Тверь; ISSN (Online) 2687-0010).
Преподавал философские и культурологические дисциплины в вузах Алматы, в магистратуре и докторантуре Казахского национального университета им. аль-Фараби, в Открытой литературной школе Алматы.

## Основные идеи
Взгляды Колчигина формировались в 70-е-80-е гг. в лоне казахстанской школы диалектической логики. Это направление было нацелено на содержательный анализ универсально-всеобщих философских понятий (категорий) и проблему их приведения в целостную систему.
В 90-е гг. Колчигин развивает тему целостности применительно к мировоззрению. В противовес гипертрофированным частным подходам — тотализирующему партикуляризму и плюрализму — он выдвигает идею целостного мировоззрения с его главным принципом — единством истины. При этом истина являет себя как такое конкретное, которое в то же время представляет целое в полном объёме и органичном соподчинении всех частных проявлений.
Идею единой истины Колчигин развивает во многих своих трудах, где речь идет уже не только о целостном мировоззрении, но и о едином объективно-истинном миропонимании. Сердцевиной, сущностным центром единого миропонимания выступает идея духовного начала. Оно понимается как источник человеческой сущности — души, которая выражает себя в высших этических проявлениях человека. На этой основе становится возможным бесконечное развитие человека и одухотворение мира материи.

## Художественное творчество
Стихи, проза и публицистика Сергея Колчигина публиковались в казахстанских журналах «Простор» и «Книголюб», в российском литературном журнале «Москва».
В 1996—1997 гг. Колчигин вел рубрику «Евразия» в казахстанском литературно-художественном журнале «Простор».
Сергей Колчигин известен также как переводчик англоязычных писателей. Ему принадлежат переводы Джозефа Конрада, Эдгара По, Льюиса Кэрролла, Уильяма Драммонда и др.
Колчигин — автор более трехсот песен. Лауреат конкурса бардовской песни «Весенний эдельвейс-1982». Песни транслировались по радио и телевидению, размещены на сайтах в Интернете.

## Публикации
Сергей Колчигин — автор свыше 300 публикаций. Наиболее важными среди них являются следующие:
- Логика целостного мировоззрения. — Алматы: Ғылым, 1993. — 200 с. — ISBN 5-628-01341-2.
- Философия Грядущего (в соавторстве с А. Капышевым). — Алматы: ТОО «Комплекс», 1999. — 184 c. — ISBN 9965-471-05-3; София: Гелиополь, 2004 (на болгарском языке). — 244 c. — ISBN 954-578-125-4; Москва: Белые альвы, 2006 (2-е изд.) — 224 c. — ISBN 5-7619-0249-4.
- Капли света: Стихи и миниатюры. — Алматы: Акыл кiтабы, 2002. — 151 c. — ISBN 5-7667-5796-4.
- Онтология Духа (в соавторстве с А. Капышевым). — Алматы: СаГа, 2005. — 204 c. — ISBN 9965-443-32-7.
- Истина: История души. — Алматы: СаГа, 2010. — 256 с. — ISBN 9965-443-95-5.
- Понятие души в феноменологической аппроксимации // Философия и культура. — М.: Nota Bene, 2012. — № 7 (55).
- Слово и дух. — Алматы: СаГа, 2012. — 176 с. — ISBN 978-601-7285-24-1.
- Внутренний человек. — Алматы: СаГа, 2015. — 234 с. — ISBN 978-601-7285-43-2.
- Формула Достоевского: культурно-смысловой синтез «великого пятикнижия» // Творчество и жизненный мир человека. — Москва: ИИнтеЛЛ, 2017. — Вып 3. — ISBN 978-5-98956-013-4.
- Чувство и мысль (Опыт коррелятивной феноменологии). — Алматы: СаГа, 2018. — 212 c. — ISBN 978-601-7285-62-3.
- Смысложизненная рефлексия: российско-казахстанский диалог (в соавторстве с Т. Лешкевич) // Философские науки. — 2019. — № 8. — Том 62[8].
- Между ангелом и бесом: «проклятые вопросы» Достоевского (в соавторстве с Д. Качеевым) // Философия. Журнал Высшей школы экономики. — Том 5. — № 3[9].
- Перед Светом (очерк философии России XIX—XXI веков). — Алматы: СаГа, 2021. — 224 c. — ISBN 978-601-7285-80-7[10].
- Итака: Метафизический дневник. — Алматы, СаГа, 2023. — 208 c. — ISBN 978-601-7285-87-6.